# Talia DellaPeruta
Talia Victoria DellaPeruta (Bitburgo, 19 de abril de 2002) es una jugadora de fútbol profesional estadounidense que juega como centrocampista en el club UC Sampdoria de la Serie A Femenina. Jugó fútbol universitario para los North Carolina Tar Heels. Ha representado a los Estados Unidos a nivel internacional en los niveles sub-15, sub-17 y sub-20, ganando cuatro campeonatos de la Concacaf.

## Primeros años y carrera universitaria
DellaPeruta nació en Bitburgo, Alemania, de Adam y Barbara DellaPeruta, y tiene una hermana menor, Tori, que también es futbolista. Creció en Cumming, Georgia, Estados Unidos, y asistió a la escuela secundaria West Forsyth. Jugó fútbol en el club Tophat Soccer Club. Se comprometió con la Universidad de Carolina del Norte en Chapel Hill en julio de 2017 como una de las mejores reclutas de la generación de 2020. En su último año entrenó como amateur con el FC Colonia de la Bundesliga Femenina de Alemania.

### North Carolina Tar Heels, 2020-2023
DellaPeruta jugó para los North Carolina Tar Heels de 2020 a 2023. Fue titular en su primer año, registró cinco goles y dos asistencias, y fue nombrada miembro del equipo ACC All-Freshman. Se perdió el inicio de sus temporadas de segundo y tercer año debido a una lesión y deberes en el equipo nacional, respectivamente. En el torneo de la NCAA de 2022, anotó victorias consecutivas sobre Georgia, BYU y Notre Dame para ayudar a Carolina del Norte a avanzar al juego por el título. Ella fue co-capitanita del equipo en su último año. Su hermana, Tori, fue su compañera de equipo durante sus dos últimas temporadas.

## Carrera de clubes

### Sampdoria, 2024–
Después de la universidad, DellaPeruta firmó con la UC Sampdoria de la Serie A junto con su hermana Tori. Hizo su debut como suplente tardía contra el Milán el 14 de febrero de 2024. El 16 de marzo en Pomigliano, registró su primera asistencia profesional, a su hermana, en un partido en el que su hermana marcó cuatro goles. Marcó su primer gol en la derrota ante el Milán el 21 de abril.

## Carrera internacional
DellaPeruta fue invitado a un campo de entrenamiento con la selección nacional sub-14 de Estados Unidos en marzo de 2016 y convocado a la selección sub-15 dos meses después. Fue titular en la selección de Estados Unidos que ganó el Campeonato Femenino Sub-15 de la Concacaf de 2016. Entrenó con las selecciones sub-16 y sub-17 el año siguiente. Con la selección sub-17, fue titular y ganó el Campeonato Femenino Sub-17 de la  Concacaf de 2018 y compitió en la Copa Mundial Femenina de Fútbol Sub-17 de 2018. Fue convocada para el equipo sub-18 el año siguiente y comenzó con el equipo para ayudar a ganar el Campeonato Femenino Sub-20 de la Concacaf de 2020 y 2022, anotando en la última final. Marcó el penalti ganador de la selección sub-20 en la final de la Copa Sur Femenina 2022. Fue incluida en la plantilla del equipo sub-23 para los amistosos de pretemporada contra los clubes de la National Women's Soccer League en 2023.